# Torrent des Étançons
Le torrent des Étançons est un torrent de France situé en Isère, dans le massif des Écrins et le parc national des Écrins. Il est un affluent en rive droite du Vénéon qui rejoint le Rhône via la Romanche, le Drac et l'Isère.

## Géographie

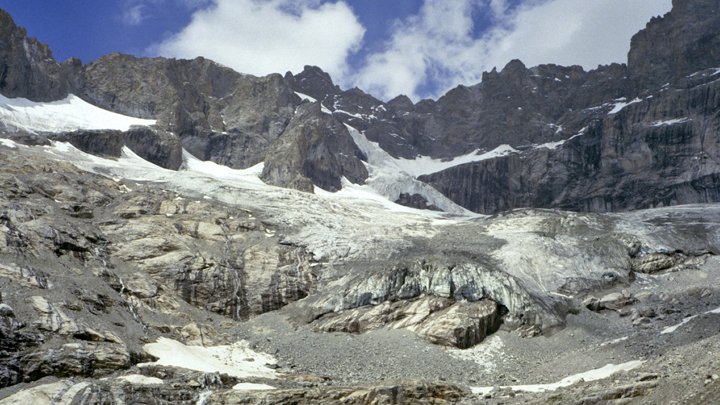
Le glacier des Étançons, source du torrent.

Le torrent des Étançons effectue l'intégralité de son parcours dans le massif des Écrins, dans la haute vallée du Vénéon, au sein du parc national des Écrins à l'exception de sa confluence dans la réserve naturelle nationale de la haute vallée du Vénéon.
Il prend sa source à environ 3 000 mètres d'altitude, au glacier des Étançons, sur l'adret de la Meije (3 983 m), non loin du refuge du Promontoire (3 082 m). Il se dirige vers le sud dans une vallée glaciaire, autour de 2 000 mètres d'altitude, encadré par des sommets dépassant les 3 000 mètres d'altitude : la tête du Rouget (3 418 m), la tête de la Gandolière (3 542 m), le Râteau (3 809 m), le Pavé (3 823 m), le pic Nord des Cavales (3 357 m) ou encore la Grande Ruine (3 765 m). Après avoir dépassé le refuge du Châtelleret (2 225 m) installé entre deux de ses bras, contourné plusieurs cônes d'éboulis et formé plusieurs petites plaines d'épandage, il conflue avec le Vénéon à la Bérarde à 1 690 mètres d'altitude.

## Histoire
Dans la nuit du 29 au 30 juillet 2023, le torrent connait une crue qui charrie d'importantes quantités de matériaux et endommagent le refuge du Châtelleret : le captage d'eau et l'alimentation électrique sont détruits, du matériel est emporté et les sentiers en aval sont endommagés. Les 25 personnes présentes dans le refuge sont alors évacués à pied ou en hélicoptère et le refuge est contraint de fermer.
Le 21 juin 2024, une nouvelle crue considérée comme exceptionnelle détruit en grande partie le hameau de la Bérarde,,. Le cours d'eau sort de son lit et recouvre son cône de déjection sur lequel est implanté le hameau,,. D'importantes quantités de matériaux de taille diverse charriés par les eaux recouvrent le site en détruisant plusieurs bâtiments, des routes et des ponts mais sans faire de victime, la centaine d'habitants étant évacuée par la gendarmerie, parfois par hélicoptère alors que la crue et la destruction des maisons sont en cours,,. L'ampleur des dégâts est liée à une situation multifactorielle, notamment une combinaison de fortes précipitations, d'une fonte nivale importante et de la vidange du lac supraglaciaire du glacier de Bonne Pierre,.